# Willa Mały Wawel w Krakowie
Willa Mały Wawel – zabytkowa willa, znajdująca się w Krakowie, w dzielnicy I przy ul. Podzamcze 10 na Starym Mieście.

## Historia
Willa została wzniesiona w latach 1886–1888 według projektu architektów Tadeusza Stryjeńskiego i Władysława Ekielskiego dla Maurycego Straszewskiego, filozofa i podróżnika, profesora Uniwersytetu Jagiellońskiego. Wybudowano ją na obszarze Ogrodu Wawel krakowskich Plant, których Straszewski był kuratorem. Powstanie budynku w takiej lokalizacji wywołało liczne kontrowersje wśród architektów i mieszkańców Krakowa.
W 1940 władze Generalnego Gubernatorstwa podjęły decyzję o wyburzeniu willi w ramach prac porządkujących otoczenie Wawelu. Ostatecznie jednak do wyburzenia nie doszło.
W latach 1946–2002 budynek był siedzibą Przedszkola Samorządowego nr 61. Po jego przeniesieniu na ulicę Rajską powrócił w ręce prywatne. W latach 2018–2019 przeszedł generalny remont konserwatorski.
Willa została wpisana do gminnej ewidencji zabytków.

## Architektura
Willa została zaprojektowana na planie zbliżonym do litery L. Ma ona dwie kondygnacje. Od strony zachodniej styka się z Pałacykiem Straszewskich. Budynek reprezentuje styl neorenesansowy, z licznymi nawiązaniami do pobliskiego Zamku Królewskiego na Wawelu. W północno-wschodnim narożniku willi znajduje się baszta nawiązująca stylistyką do wawelskich wież: Zygmunta III Wazy i Jana III Sobieskiego. W narożniku północno-zachodnim, na piętrze, zaprojektowano charakterystyczną loggię z półkolistymi arkadami. W elewacjach od strony ulicy Podzamcze znajdują się dwa płytkie ryzality.

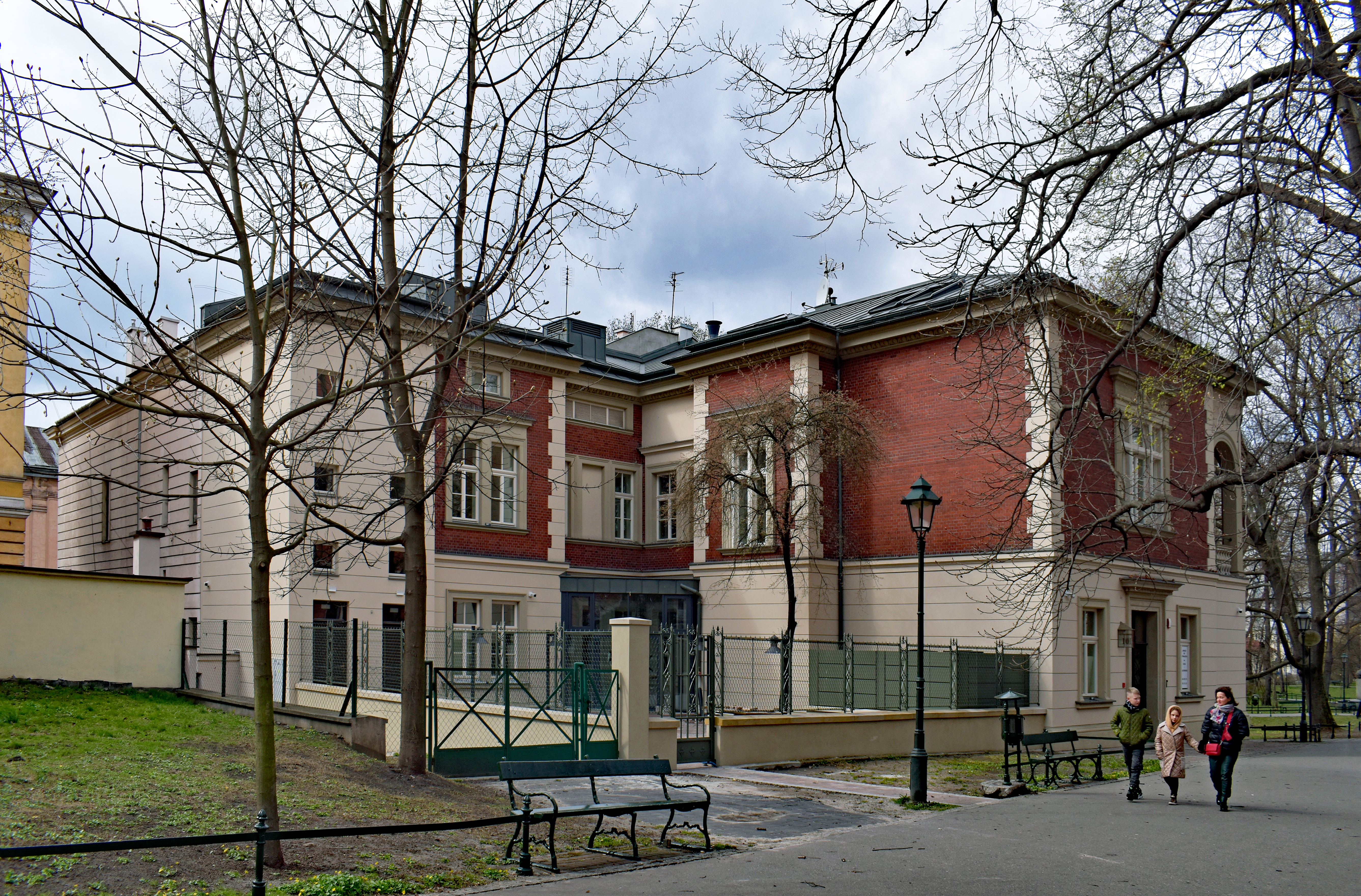
Willa widziana z ul. Podzamcze
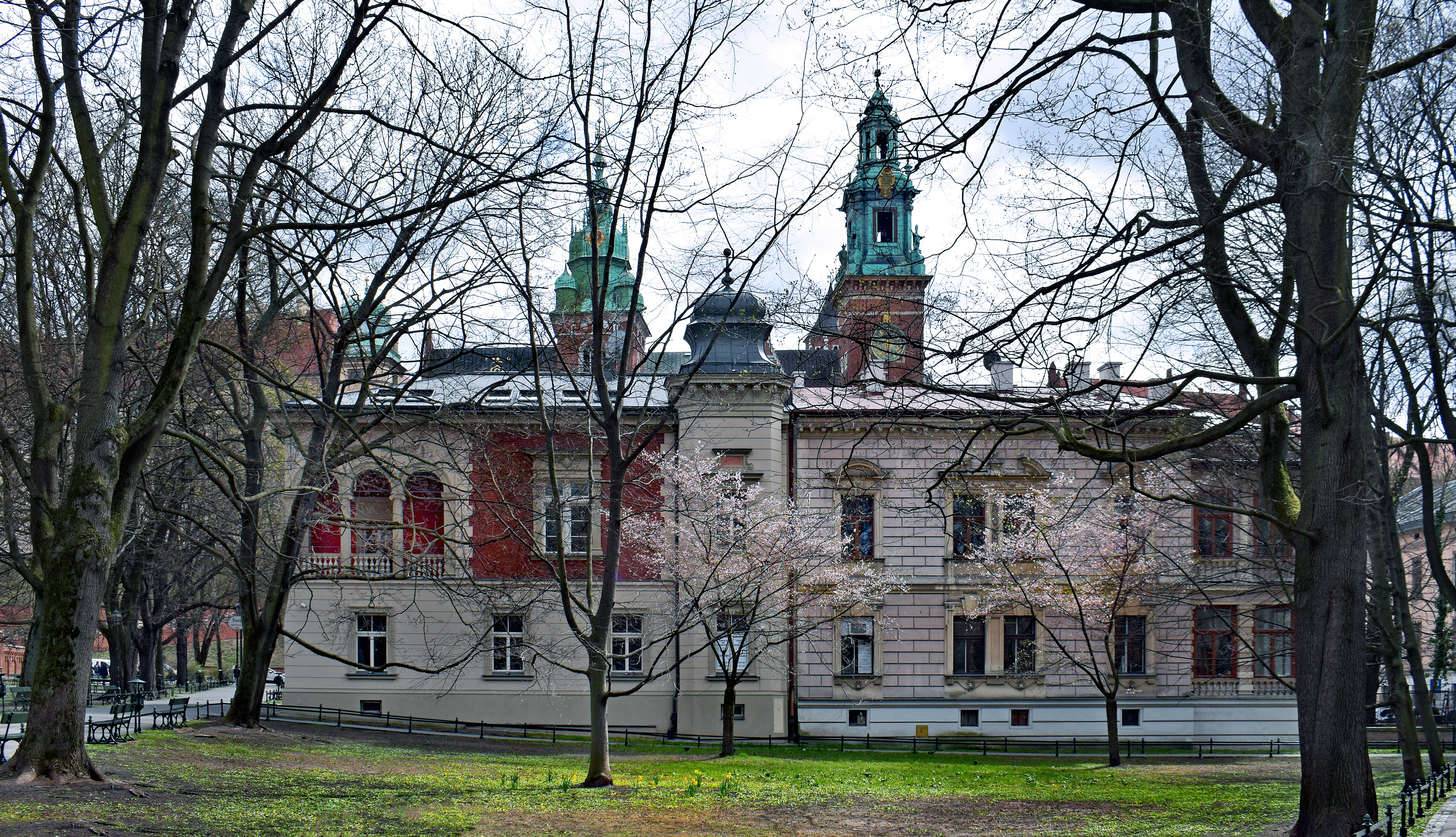
Widok z Plant, po prawej pałacyk Straszewskich